# Mythicomyia scutellata
Mythicomyia scutellata är en tvåvingeart som beskrevs av Daniel William Coquillett 1902. Mythicomyia scutellata ingår i släktet Mythicomyia och familjen svävflugor. Inga underarter finns listade i Catalogue of Life.